# Памятники науки и техники
«Памятники науки и техники» — ежегодный сборник научных статей, выходивший в издательстве «Наука» (Москва) с 1981 года по 1992 год.
Издание в первую очередь предназначалось историкам науки, работникам музеев. Бессменным редактором ежегодника, после смерти Л. Е. Майстрова, был Николай Константинович Гаврюшин.

## Структура издания
Содержание каждого выпуска сборника включало в себя, с небольшими вариациями, следующие разделы:
- Общие вопросы
- Научные приборы и инструменты
- Памятники технике (технические памятники)
- Памятники технологии
- Памятники метрологии
- Изобразительные памятники
- Письменные памятники
- Памятные места
- Технические музеи
- Информационный раздел с подразделами:
  - Летопись охраны памятников науки и техники
  - Наши авторы
  - Указатель имён
  - Указатель географических названий
  - Предметный указатель

## Список изданий
- Памятники науки и техники. 1981. 
/ — М.: Наука, 1981.
- Памятники науки и техники. 1982—1983. 
/ Отв. редакторы: Н. К. Гаврюшин, Л. Е. Майстров (†). — М.: Наука, 1984. — 224 с. (обл.) — 3.550 экз.
- Памятники науки и техники. 1984. 
/ — М.: Наука, 1985.
- Памятники науки и техники. 1985. 
/ — М.: Наука, 1986. — 256 с. (пер.) — 4.300 экз.
- Памятники науки и техники. 1986. 
/ — М.: Наука,
- Памятники науки и техники. 1987—1988. 
/ Составитель: М. В. Шлеева. — М.: Наука, 1989. — 304 с. (пер.) — 3000 экз.
- Памятники науки и техники. 1989. 
/ Составители: В. П. Нестоянова, М. В. Шлеева; Отв. ред. канд. филос. наук Н. К. Гаврюшин. — М.: Наука, 1990. — 216 с. (обл.) — 1.900 экз.
- Памятники науки и техники. 1990. 
/ — М.: Наука, 1992.

## Редакционная коллегия
- Л. Я. Бляхер
- Ю. С. Воронков
- С. С. Илизаров — учёный секретарь
- Э. П. Карпеев
- А. А. Кузин
- Л. Е. Майстров — заместитель председателя
- В. М. Орёл — председатель
- А. С. Фёдоров
- И. А. Федосеев
- А. И. Шкурко